# Kaspar Appenzeller-Stokar
Kaspar Appenzeller-Stokar (* 13. April 1927 in Davos; † 3. März 1999 in Richterswil) war ein Schweizer Arzt, anthroposophischer Forscher und Autor.

## Leben und Werk

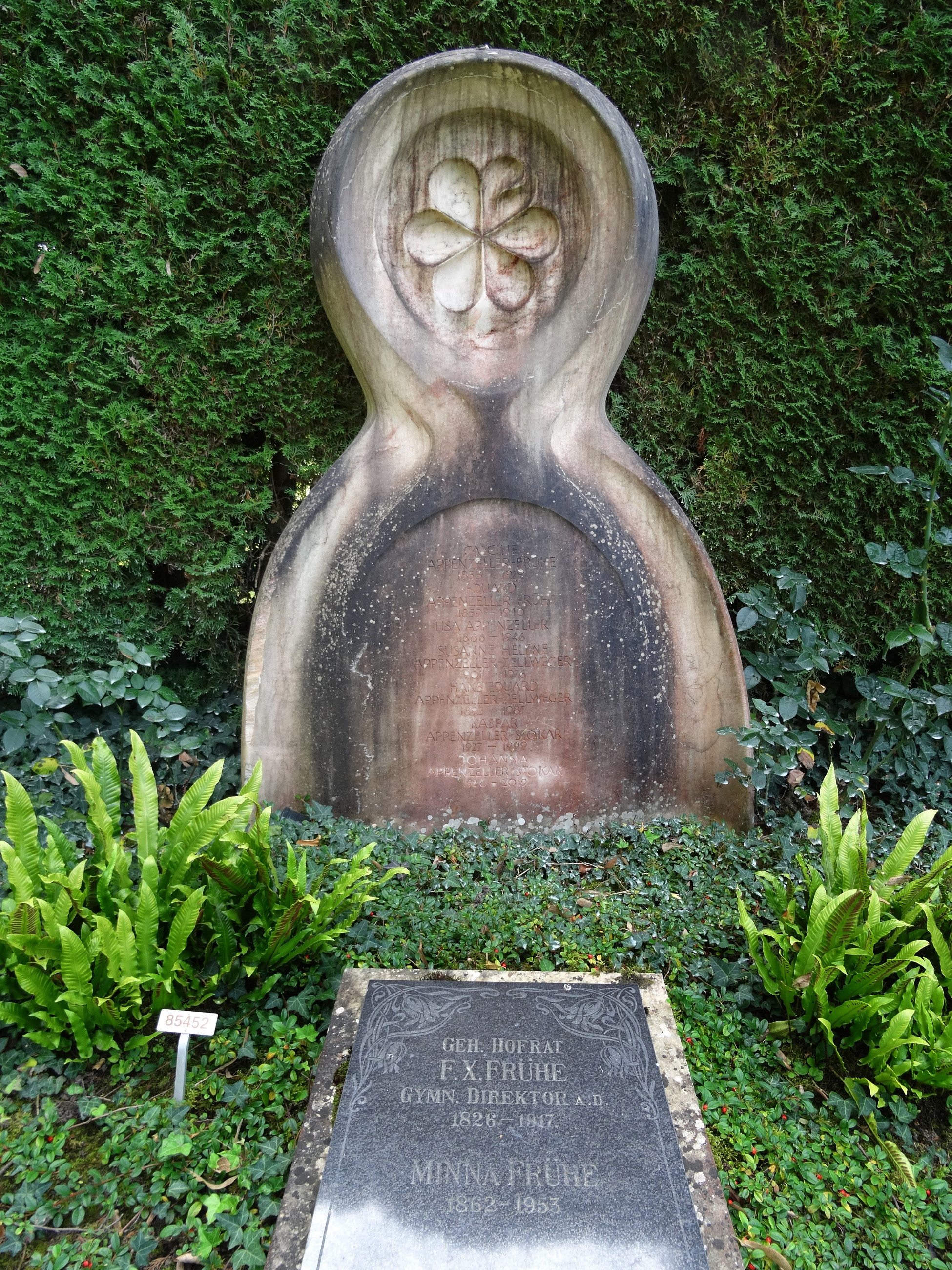
Grab auf dem Friedhof Rehalp in Zürich

Kaspar Appenzeller-Stokar besuchte in Zürich die Rudolf-Steiner-Schule und studierte nach der Matura 1947 Medizin an der Universität Zürich. Während des Studiums gründete er mit Altersgenossen die Soziologisch-philosophische Arbeitsgruppe. Dieser gehörte auch Johanna, geborene Stokar (1926–2019) an, die er 1954 heiratete.
Von 1956 bis 1998 praktizierte er in seiner Arztpraxis in St. Moritz, wo er auch als Schularzt tätig war. Aus der Zusammenarbeit mit einer Heileurythmistin entwickelte sich eine Gruppenarbeit am Heileurythmiekurs von Rudolf Steiner. Von besonderer Bedeutung sind seine Forschungsarbeiten zu den Funktionen des menschlichen Herzens und die Embryologie in geisteswissenschaftlicher Hinsicht. Sein Wissen gab Appenzeller-Stokar in Büchern sowie zahlreichen Vorträgen und Kursen weiter.
Kaspar Appenzeller-Stokar fand seine letzte Ruhestätte auf dem Friedhof Rehalp in Zürich.